# Euchalinus annulipes
Euchalinus annulipes är en stekelart som först beskrevs av Cameron 1903.  Euchalinus annulipes ingår i släktet Euchalinus och familjen brokparasitsteklar. Inga underarter finns listade i Catalogue of Life.